# V-Kingdom
V-Kingdom（ブイ・キングダム）は、2006年（平成18年）4月7日から2007年（平成19年）3月30日まで放送されたラジオ大阪の生放送ラジオ番組。略称Vキン。

## 放送時間
- 毎週金曜日　22時30分～24時

## 概要
- ラジオ大阪のアニメ・ゲーム関連コンテンツ「1314 V-STATION」の10周年を記念して、2006年（平成18年）4月7日に放送開始された。
- メインパーソナリティは元ニッポン放送アナウンサーの荘口彰久（番組内では『隊長』と呼ばれる）。
- マンスリーVプリンセス（略してVプリ）と呼ばれる女性声優6人が交代でアシスタントパーソナリティを務めていた。2006年4月～9月は2人ずつ2か月交代、2006年10月～2007年3月は1人ずつ1か月交代。
- アニラジでの生放送番組は、他に関東地区の「A&G 超RADIO SHOW〜アニスパ!〜」や「A&Gメディアステーション こむちゃっとカウントダウン」（共に文化放送）「アニたまどっとコムFriday Special 週刊!アニたま金曜日」（ラジオ関西）がある。
- 2006年（平成18年）10月からは番組がリニューアルされ、Vプリが2人体制2か月から1人体制1か月交代となる。コーナー自体には基本的なリニューアルがないため事実上の経費削減リニューアルとなった。しかし、二人ずつでは多少キャラがわかりにくかった若手無名声優も、一人ずつになったおかげでキャラが立ちやすくなる、という効果もあった。
- 普段は電話出演の大阪のメイドカフェのバイトがブースに行くことを予告する際「来週は東京に・・・スタジオに行きます」と言い直したり、出演者が「弁天町に～～～（ラジオ大阪は弁天町にあり、ブースもある）」という話が出てきたりしている。放送を行なうブースは東京にあるが、なぜか出演者は大阪のブースで放送をしていることにしたいらしい。
- マンスリーVプリンセスの落合祐里香が所属事務所の移籍、大岸優の引退に伴い、2007年2月・3月の担当者を2007年1月26日の放送中に、相沢舞・志村由美・藤田咲・吉田真弓の4人の携帯メールに「電話をするように。隊長」と一斉送信。より早く電話をしてきた先着2人が担当することになった。
- 3月2日放送分（第48回）で荘口が「3月30日をもって王国崩壊」と番組の終了をほのめかす発言をした。この発言の通り、4月6日以降は22:30～23:30にV-STATIONの新番組「妄想♥ポンバシ系」が開始、23:30～24:00にはアニラジの「せいやん・YURIAの 美少女ゲームは嫌い」が枠移動することが発表された。
- 最終回の放送で真のVプリンセスを藤田と相沢が競うというとってつけたような設定になり、結果相沢が「子供産んだ事ないの!?」発言で見事真のVプリンセスに輝いた。荘口曰く「ウィキペディアとかで永遠に語り継がれます」
- 吉田真弓の歌う「ひまわりっ!」 のヒメジのキャラクターソング「SA・MU・RA・I蝶々」は、最終回にアンコールとして、ライヴバージョン（2006年11月25日放送分）が放送された。

## マンスリーVプリンセス
2006年4月～5月
相沢舞、志村由美
2006年6月～7月
藤田咲、吉田真弓
2006年8月～9月
大岸優、落合祐里香
2006年10月
志村由美
2006年11月
吉田真弓
2006年12月
藤田咲
2007年1月
相沢舞
2007年2月
藤田咲
2007年3月
相沢舞
※ 第 3回（2006年（平成18年）4月21日）放送と、第10回「Vステ夏の陣06 大阪VVカップ」（2006年（平成18年）6月9日）放送には、6人全員出演した。

## スタッフ
- プロデューサー：横山光則
- ディレクター：天野孝之
- 構成作家：諏訪勝
- 構成作家（サブ）：森永たまち

## 主なコーナー
ラジオ日本橋メディア
スポンサー: まんだらけ、ジー・ストア大阪、JUNGLE、ナニワ電業社、トップジャパン、メイドカフェRose Room
メイドカフェRose Room（旧・メイドカフェccoちゃ）の店員が毎週電話出演し、夕刊フジ内、OTAKUフジの取材話や、スポンサーからのお知らせをする。
現在の担当は、ヒナ。これまで、コト、りんも担当。
毎月「日本橋Vキンパック」として、スポンサー6店舗で使える各1000円分（計6000円分）の商品券が当たる。
Vキン ポップアップ
ゲストを迎えて特集などが行われる。またVプリの2人がゲストに対してリスナーから募集したお題にチャレンジしたりする事もある。お題の例は「本番中にゲストの髪の匂いを嗅ぐ」等。
LOTTE ラジオCMを作ろう! GUCCIエージェンシー
スポンサー: ロッテ
ロッテのラジオCMを制作するコーナー。キャッチコピーをリスナーから募集し、優秀作品は実際にオンエアされる。
2006年10月13日より、GUCCIエージェンシー専属タレント三重野瞳（初台ロッテリーナ）が出演している。

## 過去のコーナー
プリンセスコロンセス
Vプリの2人がお題に沿って対決を行うコーナー。任期終了回までにより多く負けた方に対して罰ゲームが行われる。
2006年5月26日第8回に敗者となった志村由美に対しての罰ゲームとして「真のプロフィール」をリスナーから募集。「趣味：山登り（他人を見下すため） 」「好きな言葉：下克上」、「苦手なタイプ：石田彰さん」、「可愛いニックネーム：ギャラ泥棒」等のプロフィールが決定し本人自ら発表する破目になった。

## ゲスト
- 2006年（平成18年）
  - 第02回(04/14)放送 田村ゆかり
  - 第04回(04/28)放送 國立幸・小林晃子・小川輝晃
  - 第05回(05/05)放送 平野綾
  - 第06回(05/12)放送 YUUKA(FictionJunction YUUKA)
  - 第07回(05/19)放送 大塚明夫・石田彰・大川透・岸祐二
  - 第08回(05/26)放送 宝野アリカ(ALI PROJECT)
  - 第09回(06/02)放送 新谷良子
  - 第10回(06/09)放送 中川翔子
  - 第11回(06/16)放送 篠田光亮、坂本真綾
  - 第12回(06/23)放送 水樹奈々
  - 第13回(06/30)放送 サイキックラバー
  - 第15回(07/14)放送 川本成
  - 第16回(07/21)放送 奥華子・齋藤優一郎
  - 第17回(07/28)放送 ノゾミ(Little Non)、savage genius
  - 第18回(08/04)放送 クローバー
  - 第19回(08/11)放送 ハレンチ☆パンチ
  - 第20回(08/18)放送 りらちっち
  - 第21回(08/25)放送 Bon-Bon Blanco
  - 第23回(09/08)放送 植松伸夫・桜井正博、長澤奈央
  - 第25回(09/22)放送 飯塚雅弓
  - 第26回(09/29)放送 KENN(The NaB's)、中原麻衣
  - 第27回(10/06)放送 岩田光央・鈴村健一
  - 第28回(10/13)放送 堀内賢雄
  - 第29回(10/20)放送 朴璐美、桃井はるこ
  - 第30回(10/27)放送 鶴巻和哉
  - 第31回(11/03)放送 新谷良子
  - 第32回(11/10)放送 牧野由依
  - 第33回(11/17)放送 ゆうまお
  - 第34回(11/24)放送 YUUKA(FictionJunction YUUKA)
  - 第35回(12/01)放送 KATSU(angela)
  - 第36回(12/08)放送 飯塚雅弓
  - 第37回(12/15)放送 落合祐里香・坂本梓馬、田村ゆかり
  - 第38回(12/22)放送 savage genius
- 2007年（平成19年）
  - 第40回(01/05)放送 三宅淳一、鎌苅健太・松本寛也
  - 第41回(01/12)放送 サイキックラバー、吉本隆彦（VOICE NEWTYPE 副編集長）
  - 第42回(01/19)放送 茅原実里、ゲッターズ飯田
  - 第43回(01/26)放送 皆川純子
  - 第44回(02/02)放送 岩田光央
  - 第45回(02/09)放送 奥井雅美
  - 第46回(02/16)放送 sorachoco（稲村優奈・花村怜美）
  - 第47回(02/23)放送 星村麻衣
  - 第48回(03/02)放送 福井裕佳梨
  - 第49回(03/09)放送 有川浩
  - 第50回(03/16)放送 松本華奈・吉田真弓
  - 第51回(03/23)放送 坂本真綾

## 補足
- 「オンデマンドTV」のヒーロー風CMが名物化していた。（「ラジオCMを作ろう－」のコーナー終了直後の90秒スポットCM。しかし、一時期CMが流れなかった時期もあり、2007年に入ってからは放送されていない。）

## 関連記事
- 1314 V-STATION
- アニラジ